# Союз красных фронтовиков

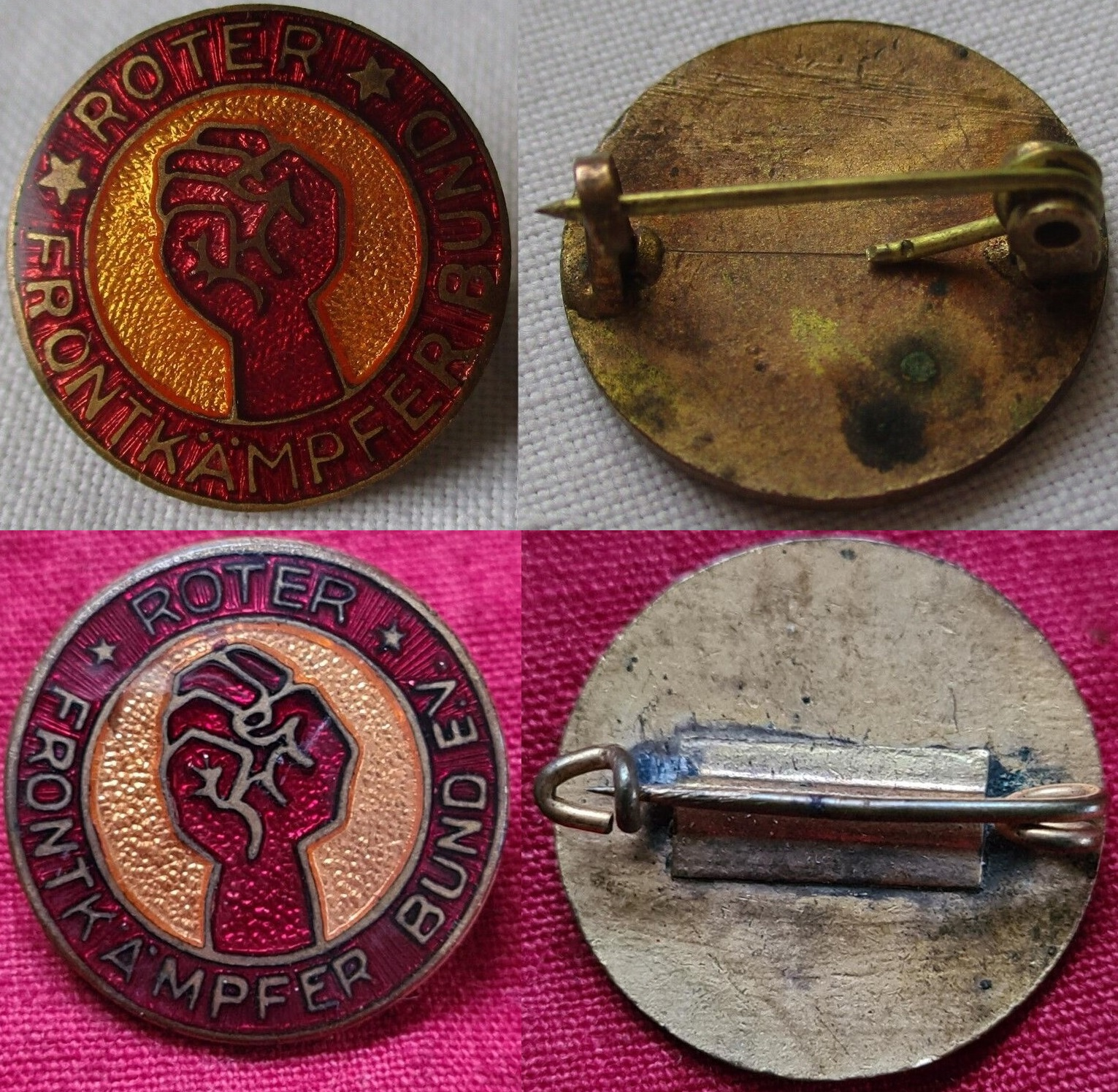
Членские знаки Союза Красных Фронтовиков обр. 1924 и 1926 года.

«Союз красных фронтовиков» (нем. Roter Frontkämpferbund, СКФ, RFB) — военизированная оборонительная организация Коммунистической партии Германии (КПГ). Как и все оборонительные организации в Веймарской республике, она была сформирована как клуб. Основанный в 1924 году, он стал преемником Пролетарских сотен и Союза красных солдат, сформированного Союзом Спартака из ветеранов Первой мировой войны. У него также было молодёжное отделение — Красный молодёжный фронт, а также женское отделение — Союз красных женщин и девушек. В 1929 году под влиянием событий кровавого мая СКФ был запрещён в Пруссии на основании Закона о защите республики и Закона об объединениях рейха.

## История
Союз красных фронтовиков основан 18 июля 1924 года. Первым председателем был Эрнст Тельман. Первое местное отделение СКФ было образовано 31 июля 1924 года в городе Галле. В 1927 году СКФ насчитывал около 110 000 членов.
Ухудшение экономического положения для большей части населения на фоне мирового экономического кризиса 1929 года привело к росту недовольства и протестам. Когда СКФ, несмотря на запрет, 1 мая 1929 года собрался на первомайскую демонстрацию, это привело к кровопролитным столкновениям с полицией, которые продолжались до 3 мая. При этом погибли 33 человека, около 200 были ранены, более 1200 задержаны. Во время объявленного в результате этого «Малого чрезвычайного положения» СКФ был 3 мая 1929 года запрещён в Пруссии. 6 мая министр внутренних дел Карл Зеверинг издал общегосударственный запрет, который был исполнен во всех землях до 14 мая. СКФ работал нелегально и дальше и под руководством КПГ организовал протест против запрета, длившийся месяц. Нелегальные группы СКФ действовали вплоть до полного уничтожения организации после прихода к власти национал-социалистов в 1933 году и участвовали в ожесточённых уличных столкновениях с штурмовыми отрядами НСДАП.

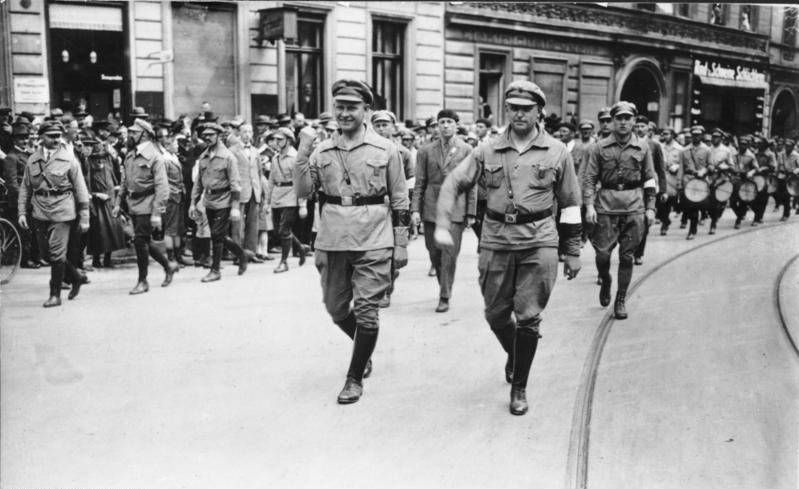
Лидеры коммунистов Германии Эрнст Тельман (слева) и Вилли Леов (справа) перед строем членов Союза красных фронтовиков. Берлин, июнь 1927

Эмигрировавшие в Советский Союз рабочие-коммунисты также основали там группы СКФ, как, например, рабочие из Рурской области группу «Блюхер» в городе Брянский рудник на Украине. Члены СКФ сражались в Гражданской войне в Испании в интербригадах на стороне республиканцев. Другие во время господства в Германии национал-социализма уехали в изгнание в Советский Союз или участвовали в Сопротивлении в Германии. В 1943 году в эмиграции частью бывших членов СКФ было основано Свободное немецкое движение (Freie Deutsche Bewegung), другая часть бывших членов СКФ уже в самой Германии в 1945 году стала создавать сеть антифашистских комитетов.

## Организационная структура
Союз красных фронтовиков состоял из гау (Gauen), гау подразделялись на унтер-гау, а сами гау состояли из местных групп (Ortsgruppen).
Высший орган — имперская конференция (Reichskonferenz), между имперскими конференциями — комитет союза (Bundesleitung), высшее должностное лицо — председатель комитета союза (Vorsitzender der Bundesleitung) являвшийся командующим союза (Bundesführer).
Гау
По территориям гау были ближе к избирательным округам, то есть средним провинциям и землям, частям крупных провинций и земель, группам из провинции и мелких земель:
- Восточная Пруссия
- Померания
- Силезия
- Верхняя Силезия
- Мекленбург
- Берлин-Бранденбург
- Магдебург-Анхальт
- Галле-Мерзебург
- Восточная Саксония
- Западная Саксония
- Эрцгебирге-Фогтланд (Восточная Тюрингия)
- Тюрингия
- Нижняя Саксония
- Вассерканте
- Северо-Запад
- Гессен-Вальдек
- Гессен-Франкфурт
- Рурская Территория
- Средний Рейн
- Нижний Рейн
- Саарская Территория
- Баден
- Вюртемберг
- Северная Бавария
- Южная Бавария

Высший орган гау — окружная конференция (Gaukonferenz), между окружными конференциями — окружной комитет (Gauleitung), высшее должностное лицо гау — председатель окружного комитета (Vorsitzender der Gauleitung), являвшийся командующим гау (Gauführer), высшее должностное лицо унтергау - унтергауфюрер.
Иерархическая функциональная структура выглядела следующим образом: командир группы, командир взвода, командир дружины, командир батальона, командир местной группы, унтергауфюрер, гауфюрер и командующий союзом.
Местные группы
Территориально местные группы соответствовали преимущественно крупных городам. Высший орган местной группы — общее собрание, между общими собраниями — комитет местной группы (Ortsgruppenleitung), высшее должностное лицо местной группы — председатель комитета местной группы (Vorsitzender der Ortsgruppenleitung) или ортсгруппенфюрер (Ortsgruppenführer).
Основные формирования
Основными формирования являлись дружины (Kameradschaften) (аналоги рот), в крупных гау - батальоны (Abteilungen), каждая из дружин состояла из 3 взводов (Züge), каждый из взводов - из 4 отделений (Gruppen). Группа обычно состояла из 8 человек и командира группы. Четыре группы составляли взвод (включая командира взвода), а три взвода составляли дружину. В зависимости от региональных условий несколько дружин составляли батальон, а несколько батальонов - местную группу.
Смежные организации

«Юнгштурм» (1929) И. С. Куликов

Молодёжная организация «Рот Фронта» — Юнгфронт (Rote Jungfront) (ранее — Юнгштурм (Roter Jungsturm)) для молодёжи от 16 до 21 года. Созданное в 1924 году молодёжное объединение «Юнгштурм» ставило своей целью консолидацию молодых сил в качестве кадрового партийного резерва Коммунистической партии Германии. Среди юношей и девушек активно пропагандировался здоровый образ жизни, проводились спортивные занятия по лёгкой и тяжёлой атлетике, гимнастике и стрельбе. Кроме этого огромное внимание руководство «Юнгштурма» уделяло проведению политических занятий как среди самих «юнгштурмовцев», так и среди молодёжи, которая не состоит в организации. Кроме этого, каждое лето организация проводила летние лагеря для подготовки молодёжных лидеров, на которых с молодыми людьми проводились занятия по военной, политической и общественно-социальной подготовке. Каждая местная группа «Юнгштурма» имела собственное помещение с залом для сбора активистов, библиотекой и красными уголками Владимира Ленина и Карла Либкнехта. В 1933 году юнгфронт был запрещён. В июне 1936 году в эмиграции из молодых немецких коммунистов и левого крыла социал-демократов был создан Союз свободной немецкой молодёжи.
Женской организацией «Рот Фронта» был «Союз красных женщин и девушек» (Rote Frauen- und Mädchenbund, RFMB), который был создан в 1925 году. Женщины играли особую роль в организации. Первоначально девушкам также разрешалось вступать в Юнгфронт, но в 1925 году, на короткое время был основан «Союз Женщин Красного фронта» (RFFL), а затем «Союз красных женщин и девушек» (RFMB). Её второстепенная роль в агитации была ненадолго прервана после запрета СКФ в мае 1929 года, когда отдельная, не запрещённая организация предложила мужчинам место для участия в выступлениях.
9 июня 1925 года в районе Большого Гамбурга для мореплавающего населения была основана секция «Красный флот» (Rote Marine). Одним из направлений политической работы была тесная связь с Советским Союзом, советским флотом и ВКП(б). Так, например, краснофлотцы организовывали встречи с советскими моряками. Кильское отделение Красного флота получило свой флаг от экипажа бывшего советского эсминца «Карл Либкнехт» в 1926 году, а Штеттинское отделение - от экипажа «Рязани» в 1927 году. В 1928 году моряки с немецкого парохода «Арнфрид» во главе с краснофлотцами приняли участие в торжествах в Батуми по случаю Дня Октябрьской революции в России. В 1929 году Красный флот организовал в Киле встречу моряков из 11 стран. После окончания Второй мировой войны бывшие военнослужащие Красного флота принимали участие в создании военно-морских сил ГДР. Например, бывший политический директор Красного флота в Гамбурге-Хаммербруке Вальтер Штеффенс с апреля 1946 года был уполномоченным по созданию водной полиции в Мекленбурге, с 1950 года - начальником школы морской полиции в Парове, а в 1955 году - первым командиром военно-морской школы ГДР в Штральзунде.
Существовали и другие смежные организации — Красная помощь Германии (Rote Hilfe Deutschlands) и Боевое общество красного спорта (Kampfgemeinschaft für Rote Sporteinheit).
Печатные издания
Официальная газета — «Красный фронт».

## Униформа
Юнгштурм и Союз красных фронтовиков имел собственную военно-организационную форменную одежду, которая включала в себя куртку — юнгштурмовку, брюки — галифе, пояс с символикой «Рот Фронта», а также красную повязку с изображением сжатого кулака, которая носилась на левой руке выше локтя.

## Приветствие
Формой приветствия Красного Фронта было произнесение „Rot Front!“, при этом в конце приветствия правое предплечье следовало резко (молодцевато) приподнять до уровня головы, с ладонью сжатой в кулак, тыльной стороной кисти при этом повёрнутой в противоположную от наблюдателя сторону, иначе говоря, направленной назад.
Поднятый и сомкнутый кулак символизировал объединённую мощь рабочего класса.

## Рот фронт в массовой культуре
«Ротфронт» является также названием московской кондитерской фабрики, которая была названа в честь СКФ. Эта фабрика функционирует по сей день.